# Tomáš Bouda
Tomáš Bouda (* 1984 Děčín) je jazzový a rockový kytarista působící v ČR a SRN. Zakladatel nahrávacího studia BOUDA studio Hamburg. Spolupracuje s americkým kytaristou Tony Ackermanem a legendou česko - slovenského jazzrocku Martinem Kratochvílem (Jazz Q) v oblasti filmové hudby. V roce 2011 s kapelou obsadil druhé místo v celorepublikové soutěži kapel „Mladí Ladí Jazz“ Metropolitní univerzity Praha. V roce 2013 byl ve stejné soutěži ohodnocen jako nejlepší sólový hráč. V tomtéž roce se kapela dostala do finále „Reduta Czech Jazz Contest“ a také se umístila na prvním míste „Tais Awards 2013“. Působí také jako studiový hráč a asistent ve studiu Budíkov, Czech center New York a SONO Records. Momentálně působí v německém Hamburku jako zvukař na “MS Stubnitz”, námořní lodi přetvořené na kulturní platformu, kde má také své nahrávací studio. Tomáš je od roku 2021 firemním hráčem značky DV Mark / Markbass Germany.

## Ceny
- 2011 / 2nd place / national competition „Youth Is Into Jazz“ at the Metropolitan University of Prague
- 2013 / 1st place / „Youth Is Into Jazz“ at the Metropolitan University of Prague (cat. best player)
- 2013 / finale / Reduta Czech Jazz Contest
- 2013 / 1st place / Tais Awards
- 2021 / DV Mark Germany Artist

## Významné koncerty
- 2005 / Prague Music fair “HUVEL” Official presentation of Marshall amps with Jim Marshall personally
- 2010 / Chemnitzer Jazzfest [DE]
- 2011 / Jazzclub Tonne Dresden [DE]
- 2011 / Jazzbit festival, JazzTime Prague
- 2011 / “Mladi Ladi Jazz” contest, JazzTime Prague
- 2012 / Chemnitzer Jazzfest [DE]
- 2013 / REDUTA Prague
- 2013 / Mandau Jazz festival [DE]
- 2015 / Usti n/L, support for Jazz Q Praha
- 2015 / JazzDock Prague
- 2018 / MS Stubnitz Hamburg
- 2019 / Chapeau Rouge Prague

## Vlivy
Allan Holdsworth, John McLaughlin, John Scofield, Scott Henderson, David Sylvian, King Crimson, Martin Kratochvíl, Dave Weckl, Chick Corea, Nirvana, Yes, Genesis, Pink Floyd, etc…

## Vybavení
DV Mark, Mesa/Boogie, Steinberger, Ibanez, Coffee Custom Cabs, Alhambra Guittaras, Roland

## Diskografie
- 2009 - tomas bouda & FLUID CULTURE - home recordings (EP)
- 2013 - tomas bouda & FLUID CULTURE – IN THE FLOW (EP) / Release 2013 - SONO Records

## Filmová hudba
- Studio Budíkov - Etiopie
- Studio Budíkov / Česká televize - Bhútán: Snowman Trek
- Studio Budíkov - Země kadidlové stezky 2DVD
- Cestopisné dokumenty Martina Kratochvíla
- České himálajské dobrodružství (Himalayan Echoes) / cyklus České televize